# Арагонски језик
Арагонски језик је западноромански језик који се говори на Иберијском полуострву, и броји нешто више од 12.000 говорника на територији шпанске аутономне заједнице Арагон (Хасетанија, Алто Гаљего, Собрарбе, западни део Рибагорзе у покрајини Уеска; мада такође, иако нешто више кастељанизована верзија се говори и у меридионалним деловима ове покрајине и у Сарагоси.
Класификација
Индоевропски језик
- Италски језик
  - Романски језик
    - Западноиталски језик
      - Западни језици
        - Пиринејско-мосарапски
          - Пиринејски језик
            - Арагонски језик